# Mesocapromys
Mesocapromys là một chi động vật có vú trong họ Capromyidae, bộ Gặm nhấm. Chi này được Varona miêu tả năm 1970. Loài điển hình của chi này là Capromys(Mesocapromys) auritus Varona, 1970.

## Hình ảnh

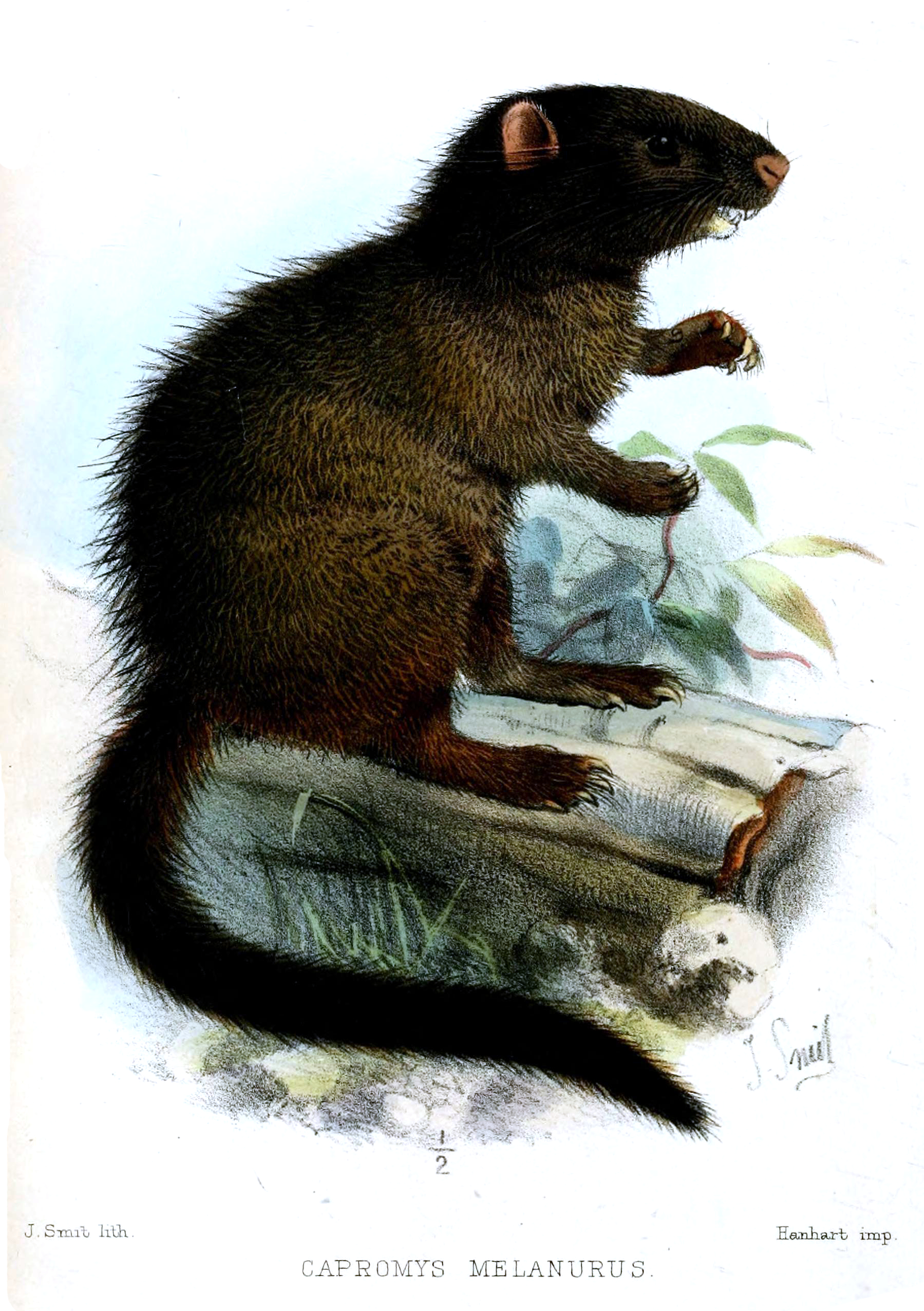

## Các loài
Chi này gồm các loài:
- Mesocapromys angelcabrerai
- Mesocapromys auritus
- Mesocapromys nanus
- Mesocapromys sanfelipensis